# اوریزاره
اوریزاره (به بلغاری: Orizare) یک منطقهٔ مسکونی در بلغارستان است که در استان بورگاس واقع شده‌است.
 اوریزاره  ۱٬۴۴۲ نفر جمعیت دارد و ۲۶ متر بالاتر از سطح دریا واقع شده‌است.